# CHUMMY TRAIN
CHUMMY TRAIN（チャミー・トレイン）は1999年4月からα-STATIONで金曜日の夕方〜夜に放送されている情報番組である。通称「チャミトレ」。

## 概要
谷口キヨコがα-STATIONのスタジオから4時間に渡りトークやリスナーメッセージ、スポーツ情報や旅行の情報を展開していく情報番組

## コーナー
- Sports Spirits

番組開始当初からのコーナー。直近一週間のスポーツニュースランキングや注目のスポーツ選手情報等を紹介する。
- ドリームチャレンジャー
- チャミトレポエム（2019年5月-）
- （恥ずかしながら帰ってきました）女として生きてく力向上委員会（2016年-2018年4月、2019年4月再開-）
- どうぶつ大百科（毎月最終週）

### 終了したコーナー
- 劣る大捜査線
- モテ力(もてりょく)向上委員会
- 大大奥
- 合唱
- （帰ってきた）カフェを作ろうプロジェクト

## 放送時間の遍歴
- 金曜 13:00 - 19:00（1999年4月 - 2004年3月）
- 金曜 16:00 - 22:00（2004年4月 - 2006年3月）
  - "MOVING FRIDAY"の終了（正確には土曜夜への枠移動・改題）による"SUNNYSIDE BALCONY"および"AFTERNOON BREATH"の金曜版復活に伴い、3時間繰り下げ。
- 金曜 16:00 - 20:00（2006年4月 - 2009年12月）
  - "MOONLIGHT WALK(金曜版)"→"MOONLIGHT WALK FRIDAY"[1]の開始に伴い、2時間短縮。
- 金曜 15:00 - 20:00（2010年1月 - 2010年3月）
  - 15時台に放送されていた"LIVE IN CLOVER 2009"（2009年4月 - 2009年9月, DJ：つじあやの）→ "20TWENTY NOTE"（2009年10月 - 2009年12月, DJ：和紗）の放送枠を吸収し、1時間拡大。
  - この期間のみ、拡大された15時台を西田育弘が担当していた。
- 金曜 16:00 - 20:00（2010年4月 - ）
  - 再び16時開始に変更し、15時台は"SUNNYSIDE BARCONY"に吸収。